# Eublemmoides dinawa
Eublemmoides dinawa là một loài bướm đêm trong họ Erebidae.